# 音更帯広インターチェンジ
音更帯広インターチェンジ（おとふけおびひろインターチェンジ）は、北海道河東郡音更町字音更にある道東自動車道のインターチェンジ。東日本高速道路北海道支社帯広管理事務所所在地であり、北海道警察釧路方面本部十勝機動警察隊高速道路交通警察隊を併設している。十勝川温泉への最寄ICとなっている。

## 歴史
- 1995年（平成7年）10月30日：道東自動車道初の区間として十勝清水IC - 池田IC間の開通に伴い供用開始[4]。
- 2009年（平成21年）
  - 10月19日：料金所設置[5]。
  - 10月22日：ETCレーン運用開始[5]。
- 2022年（令和4年）
  - 12月1日：一般レーンに料金精算機設置[6][7]。

## 周辺
- 音更町IC工業団地[8]
- スイートピアガーデン（柳月）[9]
- よつ葉乳業十勝主管工場
- 音更郵便局
- 北海道立緑ケ丘病院
- 帯広大谷短期大学
- 希望が丘運動公園
- 音更町総合体育館「サンドームおとふけ」・武道館・温水プール
- 道の駅おとふけ[10]

## 接続する道路
- 直接接続
  - 国道241号（帯広北バイパス）
- 間接接続
  - 北海道道337号上士幌士幌音更線

## 隣
E38 道東自動車道
(8) 芽室IC - (9) 帯広JCT - (10) 音更帯広IC - 長流枝SIC（事業中） - 長流枝PA - (11) 池田IC/TB